# Socalchemmis icenoglei
Socalchemmis icenoglei är en spindelart som beskrevs av Norman I. Platnick och Darrell Ubick 200. Socalchemmis icenoglei ingår i släktet Socalchemmis och familjen Tengellidae. Inga underarter finns listade i Catalogue of Life.